# Žan Kranjec
Žan Kranjec (Liubliana, 15 de noviembre de 1992) es un deportista esloveno que compite en esquí alpino.
Participó en dos Juegos Olímpicos de Invierno, obteniendo una medalla de plata en Pekín 2022, en la prueba de eslalon gigante, y el cuarto lugar en Pyeongchang 2018, en la misma prueba. 
En la Copa del Mundo consiguió dos victorias y quince podios en total.

## Palmarés internacional
| Juegos Olímpicos | Juegos Olímpicos | Juegos Olímpicos | Juegos Olímpicos |
| Año              | Lugar            | Medalla          | Prueba           |
| ---------------- | ---------------- | ---------------- | ---------------- |
| 2022             | Pekín (China)    | Medalla de plata | Eslalon gigante  |